# Koninklijke Zwemclub Neptunus Aalst (Afdeling Waterpolo)
De Koninklijke Zwemclub Neptunus Aalst met de afdeling Waterpolo is een van de grootste afdelingen van KZNA. De waterpolo van Aalst heeft een sterke jeugd en een kort, succesvol verleden bij de Senior Heren sinds de heropkomst in de jaren 2000.

## Geschiedenis
Aan de vooravond van WOII startte de club met een waterpoloploeg in de tweede afdeling van het Vlaams Kampioenschap. Al vlug bleek dat het niveau van de spelers wat laag was ingeschat. Na één jaar besloot men de kansen te herwagen in de derde nationale afdeling. De min achttienjarigen konden hun kans wagen in de zogenaamde pupillenreeks. De dadelijke promotie naar tweede klasse bewees dat men toch heel wat talent in huis had. Op het einde van de jaren ‘40 groeide KZNA uit tot een waterpolo-minnende club; ze telden toen niet minder dan 4 waterpoloteams. De grote steunpilaar van dit gebeuren was John Van Den Bossche. Deze fungeerde als trainer-coach en behoorde tot de betere verdedigers van België. Op de Olympische Spelen van Berlijn in 1936 behaalde hij met het belgische team een bronzen medaille. In 1950 verhuisde hij echter naar Gent en engageerde zich aldaar in de plaatselijk club. De resultaten en ambitie bij de ploegen van Neptunus gingen er door het verlies van hun drijvende kracht sterk op achteruit, en toen de club de activiteiten staakte in 1958 ging ook de waterpolo spreekwoordelijk mee ten onder.
Het is pas in 1970 dat onder impuls van J.P. Robbrecht en Lucien Rosen het team terug werd opgestart. Het eerste jaar werd er getraind met 13 spelers en werd er niet deelgenomen aan de competitie. Het clubbestuur was niet erg opgezet met het nieuwe initiatief, vermits het kon betekenen dat goede competitiezwemmers naar de waterpolo zouden gaan. Na enig overleg besloot het bestuur het waterpolospel enkel toe te laten aan dertigplussers. In 1971 werd met dertien spelers (met een gemiddelde leeftijd van 35 jaar) de competitie aangevat. In 1973 werd de ploeg Vlaams Kampioen en verbeterde de verhouding tussen de waterpolo en het bestuur door de goede resultaten. Lucien Rosen werd als trainer vervangen door Iwein Backaert, geholpen door Herman Braeckman die voor de zwemtraining instond. In 1976-‘77 behaalde men een tweede plaats in de tweede nationale afdeling en kon men net niet doorstoten naar de eerste klasse. Bovendien eindigde deze schitterende ploeg tweede op het internationale toernooi van Den Haag, waartoe ze sinds lang ieder jaar werd uitgenodigd. Gedurende de jaren ’70 ‘en ’80 lag het ledenaantal steevast rond de 25. Na het vertrek van Iwein was de opkomst in dalende lijn.
Sinds de tweede helft van de jaren ’90 is deze tendens sterk gekeerd en is men onder impuls van Guy Backaert, Norbert Heyvaert en Sofie De Schrijver bezig aan de uitbouw van een heuse jeugdwerking. Hoewel de opkomst voor de eerste ploeg nogal eens wat zorgen baart, staat er een hele generatie miniemen, kadetten en junioren (die ook allemaal deelnemen aan de competitie) te dringen voor een plaatsje in de ploeg van de toekomst.
Ook de Neptunusdames hebben in het verleden deze balsport fervent beoefend. Op 14-jarige leeftijd speelde Jessie Callebaut met enkele dames recreatieve toernooien te Gent en Aalst. De bond wou tot in 1979 echter niets weten van een damescompetitie. In afwachting werd er een toernooi georganiseerd in vier initiatiefnemende steden: Aalst, Gent, Brugge en Sint-Niklaas. Na de splitsing van de belgische bond werd de vlaamse tak bereid gevonden een competitie voor dames in te richten. Het duo Iwein Backaert en Frans Van Driessche hield hun ploeg in de running tot ook hier de jongeren niet voor opvolging zorgden. Na drie seizoenen hield men het voor bekeken in 1983.

## Resultaten Senior Heren A (vanaf 2013)
In het lichtgroen als dit leidde tot promotie, (seizoenen 13-14, 14-15 en 15-16 via waterpolo online niet te vinden)
| Seizoen                         | Plaats  | Afdeling                |
| ------------------------------- | ------- | ----------------------- |
| 24-25                           | Lopende | 1e klasse               |
| 23-24                           | 9       | 1e klasse (Superleague) |
| 22-23                           | 1       | 2e klasse               |
| 21-22                           | 7       | 2e klasse               |
| 20-21 (onafgewerkt door corona) | 4       | 2e klasse               |
| 19-20 (onafgewerkt door corona) | 7       | 2e klasse               |
| 18-19                           | 9       | 2e klasse               |
| 17-18                           | 4       | 2e klasse               |
| 16-17                           | 7       | 2e klasse               |
| 15-16                           | 1       | 3e klasse               |
| 14-15                           |         | 3e klasse               |
| 13-14                           | 1       | 4e klasse               |

| Seizoen | Niveau  |
| ------- | ------- |
| 22-23   | Beker B |
|         | Beker B |
|         | Beker B |